# Julio Cejador y Frauca
Julio Cejador y Frauca, född 7 januari 1864 i Zaragoza, död 1 januari 1927 i Madrid, var en spansk filolog.
Cejador y Frauca var jesuit, präst och professor i semitiska språk och i jämförande språkforskning. Senare blev han professor i latin och grekiska vid universitetet i Madrid. Cejador y Frauca skrev flera stora filologiska verk, såsom El lenguaje (12 band, 1901–1914) och Tesoro de la lengua castellana, origen y vida del lenguaje, lo que dicen las palabras (12 band, 1908–1914), där han framförde tämligen originella idéer, bland annat om spanska språkets härstamning från baskiskan. Han utgav även La lengua de Cervantes (2 band, 1905–1906) och Historia de la lengua y literatur castellana (14 band, 1915–1922). Julio Cejador y Frauca har ansetts som mycket påläst inom sitt område, men utan metodologisk och källkritisk kunskap.